# Eglinton West Subway
Die Eglinton West Subway ist eine unvollendet gebliebene U-Bahn-Linie in der kanadischen Stadt Toronto. Die Bauarbeiten begannen 1994, wurden aber im darauf folgenden Jahr von der Regierung der Provinz Ontario gestoppt und sind seither nicht wieder aufgenommen worden.

## Planungsgeschichte
1985 veröffentlichte die Toronto Transit Commission (TTC) das Ausbauprogramm Network 2011. Bis zum Jahr 2011 sollten im Norden Torontos verschiedene Projekte zur Aufwertung von Tangentialverbindungen verwirklicht werden. Vorgesehen war unter anderem ein Bus Rapid Transit entlang der Eglinton Avenue. Dieser sollte an der Subwaystation Eglinton West beginnen und bis zur Stadtgrenze von Mississauga führen – mit der Möglichkeit der späteren Umwandlung in eine U-Bahn-Linie. Die damals noch eigenständigen Städte Etobicoke und York drängten jedoch darauf, die neue Verkehrsverbindung von Anfang an als U-Bahn auszuführen. Im Rat von Metropolitan Toronto brachten sie ihr Anliegen mehrmals zur Sprache.

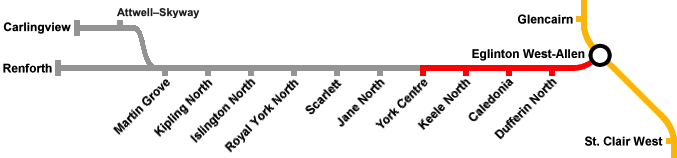
Geplanter Verlauf der unvollendeten Eglinton West Subway

Die von der NDP geführte Provinzregierung unter Bob Rae versprach schließlich 1994, das U-Bahn-Projekt finanziell zu unterstützen. Im selben Jahr begannen die Bauarbeiten am ersten Abschnitt nach York Centre. Unterhalb der bereits bestehenden Station Eglinton West der Yonge-University-Linie entstand eine zweite Stationsebene. 1995 gewannen jedoch die Progressiv-Konservativen die Wahlen und die neue Regierung von Mike Harris verfügte aufgrund des großen Budgetdefizits der Provinz einen sofortigen Baustopp. Die untere Ebene der Station Eglinton West, die im Rohbaustadium war, wurde verfüllt und blieb seither ungenutzt.

## Weitere Entwicklung
Im März 2007 stellten die Stadt Toronto und die TTC das Ausbauprogramm Transit City vor, das nicht mehr auf U-Bahnen setzte, sondern den Bau kostengünstigerer Stadtbahnen vorsah. Die geplante Eglinton-Linie hätte am Flughafen Toronto beginnen, der gesamten Eglinton Avenue folgen und bis nach Scarborough führen sollen. Dadurch wäre eine 33 km lange West-Ost-Verbindung nördlich des Stadtzentrums entstanden. Die Provinzregierung sicherte im Mai 2009 die Finanzierung zu, doch der neue Bürgermeister Rob Ford erklärte bei seinem Amtsantritt im Dezember 2010, das Projekt nicht weiter zu unterstützen. Die Verkehrsplanungsbehörde Metrolinx setzte sich über die Wünsche des umstrittenen Bürgermeisters hinweg, kürzte die vorgesehene Strecke aber beträchtlich. Die Bauarbeiten begannen 2011 und werden voraussichtlich 2021 abgeschlossen, dabei soll der verfüllte Teil für das neue Projekt genutzt werden.